# 尾張中島站
尾張中島站（日语：／ Owari Nakajima eki */?）是位於愛知縣中島郡起町（現時：一宮市小信中島），名古屋鐵道起線的電車站（廢站）。

## 歷史
- 1924年（大正13年）2月1日 - 名古屋鐵道（第一代）蘇東線起至一宮（後來名為八幡町）之間開通，中島站啟用[1][2]。
- 1943年（昭和18年） - 改名為尾張中島站。
- 1948年（昭和23年）
  - 5月16日 - 蘇東線改名為起線。
  - 11月1日前 - 成為無人車站[3]。
- 1953年（昭和28年）6月1日 - 隨著客量增加，使電車暫停營業。使用巴士代行[2][1][4]。
- 1954年（昭和29年）6月1日 - 起線正式廢除，此站也被廢除[1][4]。

## 電車站構造
截至電車站廢除前，此站是地面車站，設有2面2線的相對式月台。此站設有列車交會設施。

## 現時
車站遺址是位於名鐵巴士尾張中島巴士站附近。該處的道路較寬闊。

## 相鄰電車站
名古屋鐵道
起線
新三條－尾張中島－西中島

## 注腳
1. 1 2 3  今尾 2008，第48頁.
2. 1 2  名鉄広報宣伝部 1994.
3. ↑  名鉄広報宣伝部 1994，第884頁.
4. 1 2  生田 2001，第114頁.